# 曼努考

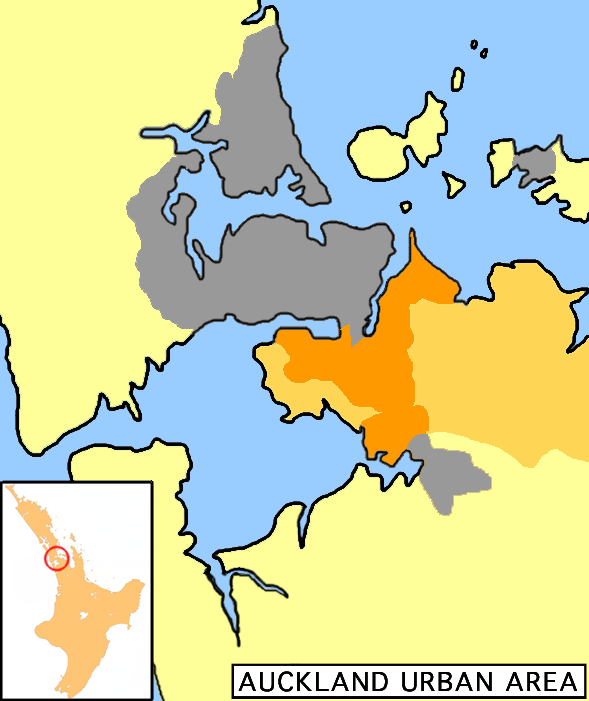
橙色部分為曼努考。深橙色部分是市區。灰色部分為數個城鎮組成的大奧克蘭區（greater Auckland）的市區

曼努考（Manukau）位於紐西蘭大奧克蘭區的南部，境內有奧克蘭國際機場及曼努考海港，交通便利商業發達，是一個以新移民為主體的城市，原以毛利人和岛民居多，且警力不足，平均每1300个居民才有一个警察，所以治安并不稳定，在大奥克兰地区犯罪率最高。2000年起發展逢勃，亞裔新移民湧入，令樓價攀升。

## 外部連結
- Manukau Directory and Info
- Profiles of relevant websites, including a separate subcategory for each electoral ward